# Zeria atrisoma
Zeria atrisoma är en spindeldjursart som först beskrevs av Roewer 1933.  Zeria atrisoma ingår i släktet Zeria och familjen Solpugidae. Inga underarter finns listade i Catalogue of Life.